# Deutsche Sportlotterie
Die Deutsche Sportlotterie war ein Projekt, das von Robert Harting, Gerald Wagener und Torsten Toeller ins Leben gerufen wurde. Im Oktober 2013 wurde das Projekt der Öffentlichkeit vorgestellt. Anfang Juni 2014 wurde die Spiellizenz erteilt. Die gemeinnützige Deutsche Sportlotterie hat am 13. Februar 2015 ihren Spielbetrieb aufgenommen. Im Januar 2016 wurde Lotto Hessen durch Übernahme der Geschäftsanteile von Gerald Wagener neuer Mehrheitsgesellschafter. Lotto Hessen hält 77,3 % an der Deutschen Sportlotterie. Die deutsche Sportlotterie hat ihren Spielbetrieb am 30. Juni 2021 eingestellt und die Gesellschaft wurde am 1. Juli 2022 aufgelöst.

## Die Idee hinter der Sportlotterie
Bei der Sportlotterie handelt es sich um eine Initiative, die deutsche Amateursportler unterstützen soll, die sich auf Olympische und Paralympische Spiele vorbereiten.
Dabei ist die Sportlotterie kein klassisches Zahlenlotto. Der Sportlotterie liegt ein anderes Spielprinzip zugrunde, und die Erlöse werden komplett dem guten Zweck, in diesem Fall der Unterstützung deutscher Spitzensportler, gewidmet.
Laut einem der Initiatoren, Robert Harting, dem Olympiasieger im Diskuswurf und Sportler des Jahres 2012, 2013 und 2014, ist eine bessere Sportförderung in Deutschland dringend nötig, da sich nach der Wiedervereinigung die Zahl der Sportler zwar verdoppelt hat, aber gleichzeitig sei der Medaillenspiegel nicht angestiegen. Derzeit erhalten normale A-Kader-Sportler eine monatliche Zuwendung von 300 Euro von der Deutschen Sporthilfe. Die Sportlotterie sieht vor, diesen Betrag auf 1000 Euro anzuheben, damit sich die Sportler ohne Existenzsorgen für eine gewisse Zeit hauptsächlich auf den Sport konzentrieren können. Gleichzeitig soll auch die Nationale Anti-Doping Agentur unterstützt sowie der Breitensport bezuschusst werden.

## Die Funktionsweise der Sportlotterie
Bei der Sportlotterie geht es um die Voraussage einer siebenstelligen Gewinnzahl. Die Gewinnzahl kann von links oder rechts korrekt sein. Bereits bei nur einer richtig getippten Zahl gewinnt man. Insgesamt gibt es 28 Gewinnklassen. Die aktuelle Spielformel ersetzte am 4. November 2016 die bis dahin geltende Spielformel bestehend aus olympischen Farben, Winter- und Sommersportarten und Medaillenkombinationen. Sie wurde von den Spielteilnehmern als zu kompliziert angesehen und deshalb im Rahmen eines Relaunches vereinfacht. Gleichzeitig stieg der Höchstgewinn auf eine Million Euro an. Ein Los kostet wahlweise 1 Euro, 2,50 Euro oder 5 Euro zzgl. Bearbeitungsgebühr. Der Höchstgewinn ist abhängig vom Spieleinsatz.
Detaillierte Informationen zur genauen Prozedur des Ziehungsprozesses findet man auf der Hilfe-Seite der Deutschen Sportlotterie.

## Startschuss der Sportlotterie
In seiner Sitzung vom 4. Juni 2014 hat das Glücksspielkollegium der Lizenzerteilung für die Deutsche Sportlotterie zugestimmt. Im Februar 2015 wurde der Spielbetrieb aufgenommen.

## Verteilung der Erlöse
Die Idee, die hinter der Lotterie steckt, ist die Förderung von olympischen und paralympischen Amateursportlern. So sollen 30 Cent je 1 Euro an die Athleten und die NADA gehen, 31 Cent als Gewinne wieder ausgeschüttet werden. 17 % werden als Steuern abgeführt und 22 % für tatsächliche Kosten wie Transaktionsgebühren, Werbung, Betriebskosten, Partnerprogramme, Provisionen für Vereine und Sponsorings einbehalten.

## Wer wird finanziell unterstützt?
Der Fokus der Förderung liegt auf dem olympischen und paralympischen Sport. Daneben soll auch die Stiftung NADA (Nationale Anti-Doping Agentur Deutschland) in ihrer Arbeit gegen Doping im Leistungssport unterstützt werden. Auch für den Breitensport ist eine Förderung vorgesehen, aber hauptsächlich wird die Vorbildrolle der Spitzensportler für den Breitensport als erste Förderungsmaßnahme gesehen.
Die gemeinnützige Deutsche Sportlotterie hat sich zum Ziel gesetzt, die deutschen Sportler langfristig bei Olympischen Spielen und anderen internationalen Wettkämpfen weiter nach vorne zu bringen. Mit dem Leitspruch „Wir machen Sieger und Gewinner“ wird zum Ausdruck gebracht, dass sich jeder am Erfolg deutscher Spitzensportler beteiligen kann und dabei selbst Chancen auf einen Gewinn hat.

## Das Vorbild
Die Idee zu dem Projekt entstand bei den Olympischen Spielen in London. In Großbritannien sind die Athleten seit den 1990ern durch die Einnahmen der National Lottery finanziert. Beobachter führen das gute Abschneiden Großbritanniens bei den Olympischen Sommerspielen 2012 in London auf die finanzielle Unterstützung der Spitzensportler zurück.

## Kritik
Der Deutsche Olympische Sportbund hat nach der Bekanntmachung der geplanten Sportlotterie Bedenken an der Idee geäußert. Der Bund hatte zunächst eine Umverteilung befürchtet, die dem Sport in keiner Weise dienen würde, da so keine weiteren Mittel zur Sportförderung zur Verfügung stehen würden. Mittlerweile sind Sportlotterie und DOSB in konstruktiven Gesprächen und wollen in Zukunft enger zusammenarbeiten.